# Матчино (Козельский район)
Матчино — село в Козельском районе Калужской области. Входит в состав Сельского поселения «Деревня Дешовки».
Расположено примерно в 13 км к юго-западу от города Козельск.

## Население
На 2010 год население составляло 52 человека.